# مانوئل ماناری
مانوئل ماناری (انگلیسی: Manuel Manari؛ زادهٔ ۱۳ اوت ۱۹۹۷) بازیکن فوتبال است.
از باشگاه‌هایی که در آن بازی کرده‌است می‌توان به باشگاه فوتبال یووه استابیا اشاره کرد.